# Richburg (South Carolina)
Richburg is een plaats (town) in de Amerikaanse staat South Carolina, en valt bestuurlijk gezien onder Chester County.

## Demografie
Bij de volkstelling in 2000 werd het aantal inwoners vastgesteld op 332.
In 2006 is het aantal inwoners door het United States Census Bureau geschat op 317, een daling van 15 (-4,5%).

## Geografie
Volgens het United States Census Bureau beslaat de plaats een oppervlakte van
2,1 km², geheel bestaande uit land. Richburg ligt op ongeveer 178 m boven zeeniveau.

## Plaatsen in de nabije omgeving
De onderstaande figuur toont nabijgelegen plaatsen in een straal van 20 km rond Richburg.